# Gessius similis
Gessius similis är en insektsart som beskrevs av Schmidt 1920. Gessius similis ingår i släktet Gessius och familjen dvärgstritar. Inga underarter finns listade i Catalogue of Life.